# Adelognathus cubiceps
Adelognathus cubiceps är en stekelart som beskrevs av Per Abraham Roman 1925. Adelognathus cubiceps ingår i släktet Adelognathus och familjen brokparasitsteklar. Arten är reproducerande i Sverige. Inga underarter finns listade i Catalogue of Life.